# بیتون
بیتون (به انگلیسی: Beeton) یک منطقهٔ مسکونی در کانادا است که در انتاریو واقع شده‌است. بیتون ۷٫۴۷ کیلومتر مربع مساحت و ۳٬۸۹۱ نفر جمعیت دارد.